# Laurelia novae-zelandiae
Laurelia novae-zelandiae (también llamado pukatea) es un árbol perennifolio, endémico de los bosques de Nueva Zelanda.

## Distribución
Pukatea crece en toda la Isla Norte de Nueva Zelanda, y el tercio septentrional de la Isla Sur. Con frecuencia crece en bosques bajos húmedos, especialmente barrancos.

## Descripción
El pukatea puede crecer a una altura de 40 m y es el único árbol nativo de Nueva Zelanda en desarrollar grandes ensanchamientos en la base. Sus hojas verde oscuras y elípticas, miden 5-7 cm de largo y burdamente dentadas.

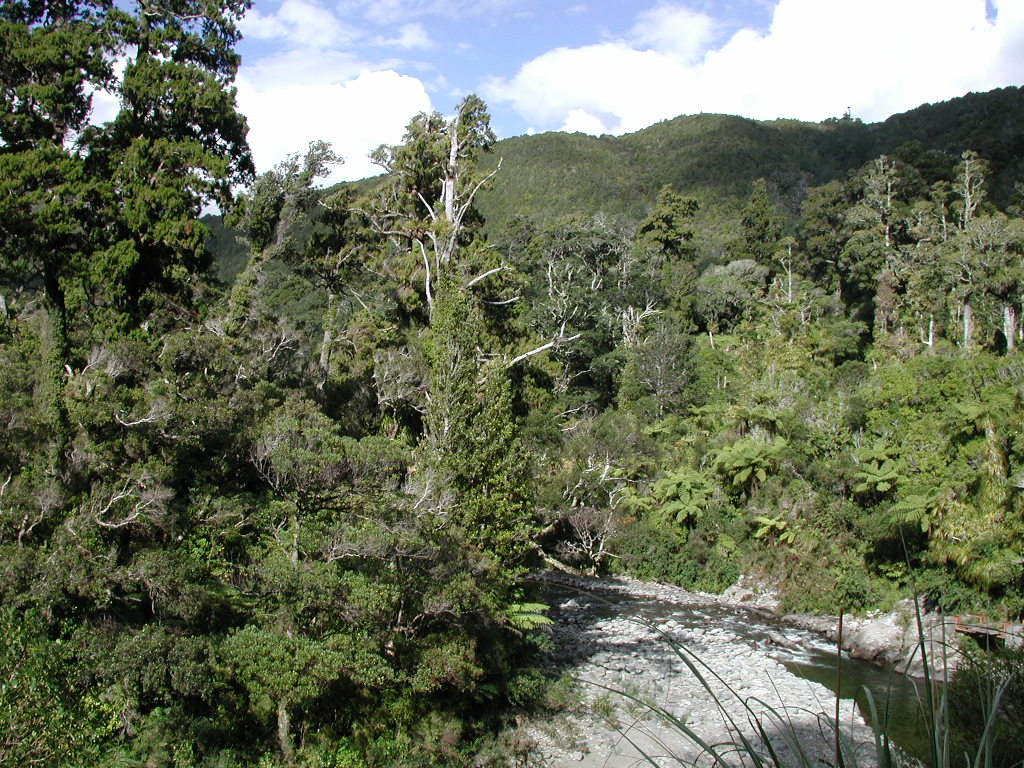
El río Hutt visto desde el puente flume, Parque Kaitoke, Hutt superior, rodeados por vegetación nativa con pukatea.

## Usos
Históricamente, la madera ligera pero fuerte del pukatea ha sido usada para la construcción de embarcaciones. Un extracto de la corteza que contiene el alcaloide pukateína se usa en la medicina herbal maorí como un analgésico.

## Taxonomía
Laurelia novae-zelandiae fue descrita por Allan Cunningham  y publicado en Ann. Nat. Hist. 1: 381 1838.
Sinonimia
- Atherosperma novae-zelandiae (A.Cunn.) Hook.f.[3]